# Fernando Codá Marques
Fernando Codá Marques (født 8. oktober 1979) er en brasiliansk matematiker indenfor felterne geometri og topologi. Han er professor ved Princeton. Han er mest kendt for at have bevist Willmores formodning.
Marques fået sin Ph.D. på Cornell University i 2003. for sin afhandling med titlen Existence and Compactness Theorems on Conformal Deformation of Metrics, skrevet under vejledning af José F. Escobar.